# Ingetorp och Tolleröd
Ingetorp och Tolleröd är en av SCB avgränsad och namnsatt småort i Solberga socken i Kungälvs kommun. Den omfattar bebyggelse i de två byarna belägna vid Ingetorps sjö.